# Vimur
Vimur er i nordisk mytologi navnet på en elv, som Thor krydsede på sin vej fra Grid til Gejrrød.